# رود آرشالی
رود آرشالی (انگلیسی: Arshaly) یک رودخانه در استان آق‌مولای کشور قزاقستان است.